# Yuta Tabuse
Yuta Tabuse (Japans: 田臥 勇太, Tabuse Yūta) (Yokahoma, 5 oktober 1980) is een Japanse basketballer. Hij speelt als point-guard.

## Carrière
Tabuse kreeg bekendheid op de middelbare school in Japan en leidde zijn schoolteam naar drie nationale kampioenschappen. Zijn carrière begon in Tokio bij de Toyota Alvarks, waar hij tot 2003 speelde. 
Na deze periode werd Tabuse de eerste Japanner die in een NBA-competitie speelde. Hij speelde voor het NBA Summer League-team van de Dallas Mavericks en reisde vervolgens naar het trainingskamp van de Denver Nuggets, maar werd uiteindelijk niet opgenomen in het team. Hierna speelde hij voor de Long Beach Jam in de American Basketball Association, waar hij in het seizoen 2003-2004 het ABA-kampioenschap won en een statistiek behaalde van 11,3 punten, 2,4 rebounds en een beste teamprestatie van 6,3 assists per wedstrijd in 18 wedstrijden. 
In 2004 speelde hij voor de Phoenix Suns in de NBA. Op 3 november 2004 scoorde hij zeven punten in zijn eerste NBA-wedstrijd tegen de Atlanta Hawks en werd op die dag de eerste Japanse speler die ooit in een NBA-wedstrijd speelde. Na vier wedstrijden te hebben gespeeld, werd zijn contract bij de Suns alweer opgezegd en sloot hij zich weer aan bij de Long Beach Jam voor de rest van het seizoen. In 2005 tekende hij een contract bij de Los Angeles Clippers, maar werd voor het begin van het reguliere seizoen afgewezen. Vervolgens speelde hij voor de Albuquerque Thunderbirds (2005-2006), Bakersfield Jam (2006-2007) en Anaheim Arsenal (2007-2008) in de NBA Development League (D-League). 
In augustus 2008 keerde hij terug naar Japan om te spelen voor Link Tochigi Brex in de Japan Basketball League.